# صميت
الصميت بئر، معروفة، بناحية الشبكة بقضاء النجف بمحافظة النجف بالبادية العراقية جنوب غرب العراق، في شمال شرق آبار العاشورية، والبعد 3 أميال بين صميت جنوباً واللصف شمالاً. وكان أحد الذين قتلوا الحسين بن علي قد فرّ على ظهر بعيره من كربلاء عن طريق شراف وواقصة واختفى في الصحراء، قال ألويس موسيل "وبلا شك فإنه اتخذ الطريق القديم عن طريق الصميت إلى شراف".